# ワシントン・タイムズ＝ヘラルド
『ワシントン・タイムズ＝ヘラルド』(Washington Times-Herald)は、かつてアメリカ合衆国のワシントンD.C.で発行されていた日刊紙である。メディル＝マクコーミック＝パターソン家のエレノア・"シシー"・パターソンがウィリアム・ランドルフ・ハーストから『ワシントン・タイムズ』と『ワシントン・ヘラルド』を買い取り、両紙を合併させて創刊した。これにより、朝から晩まで1日10回発行される「24時間新聞」が誕生した。

## 歴史
前身となる『ワシントン・タイムズ』紙は、インディアナ州エルクハートの下院議員チャールズ・G・コンが1894年に創刊し、スティルソン・ハッチンス（『ワシントン・ポスト』の創刊者）が初代発行人を務めた。その後、フランク・A・マンジーに買収された。マンジーは大規模な新聞配信会社を経営しており、「日刊紙のディーラー」「ジャーナリズムのアンダーテイカー」と呼ばれていた。その5年後、マンジーは1906年に創刊された『ワシントン・ヘラルド』を買収した。
1917年、ウィリアム・ランドルフ・ハーストがタイムズ紙を買収した。ハーストは1922年にヘラルド紙も買収した。
『シカゴ・トリビューン』のロバート・マコーミックのいとこであり、『デイリーニュース』のジョセフ・メディル・パターソンの妹であるシシー・パターソンは、1930年から両紙の編集者を務め、1937年にハーストから両紙を借り受けた。1939年、ハーストがカリフォルニア州サン・シミオンに建設したハースト・キャッスルのコストが上昇して倒産寸前になったことと、1933年に倒産した『ワシントン・ポスト』を競売で購入したユージン・メイヤーとフィル・グラハムが両紙を買収しようとしていたことから、パターソンは両紙を完全に買収した。パターソンは、両紙を合併して『ワシントン・タイムズ＝ヘラルド』とし、1948年に亡くなるまで経営した。
シシー・パターソンのいとこのマコーミックは、パターソンが1948年に死去した後にこの新聞を買収した。この新聞は、センセーショナルな内容で知られる「孤立主義的で保守的な」新聞となった。1949年、マコーミックは姪のルース・"バジー"・マコーミック・ミラーを発行人に任命した。しかし、ミラーと編集者の一人であるガービン・タンカズリーとの関係や、編集権をめぐって二人の間に亀裂が生じ、マコーミックはミラーにタンカズリーと新聞社のどちらかを選ぶように命じた。その結果、ミラーはタンカズリーと駆け落ちして、タイムズ＝ヘラルド紙を辞めてしまった。後に彼女は、「タイムズ＝ヘラルドに行ったとき、私は全権を握ることになるものと思っていました。しかし、支配権は私には与えられませんでした。私たちの政治的信条には違いがあります。私は共和党よりの（マコーミックよりも）広い視点を持っています」と語った。
マコーミックはこの新聞を自分で経営しようとしたが、損失を出し、1954年に『ワシントン・ポスト』に売却した。売却を発表したとき、同紙の役員がミラー（当時はバジー・タンカズリー）にも買収の機会を与えるように主張した。マコーミックは48時間の猶予を設け、タンカズリーに1千万ドルでの買収を提示したが、タンカズリーは期限内に資金を調達できなかった。1954年3月、タイムズ＝ヘラルド紙はポスト紙のオーナーであるフィル・グラハムに買収された。しばらくの間、統合後の新聞は『ワシントン・ポスト・アンド・タイムズ＝ヘラルド』を正式名称としていたが、「・アンド・タイムズ＝ヘラルド」の文字が段々小さくなり、1973年に完全に消滅した。

## 著名な編集スタッフ
1951年、大学卒業後のジャクリーン・リー・ブーヴィエ（後のジョン・F・ケネディの妻ジャクリーン・ケネディ）が記者として入社し、同僚が主催したパーティーの場で、当時下院議員だったジョン・F・ケネディと出会っている。
また、ジョン・F・ケネディの妹のキャスリーン・ケネディも1941年にリサーチ・アシスタントとして入社し、その後、コラムを寄稿するようになった。